# Равалпінді
Равалпі́нді (урду راولپنڈی, англ. Rawalpindi) — місто на північному сході Пакистану в провінції Пенджаб.

## Клімат
Місто знаходиться у зоні, котра характеризується вологим субтропічним кліматом. Найтепліший місяць — червень із середньою температурою 32.2 °C (90 °F). Найхолодніший місяць — січень, із середньою температурою 10 °С (50 °F).
| Клімат Равалпінді       | Клімат Равалпінді | Клімат Равалпінді | Клімат Равалпінді | Клімат Равалпінді | Клімат Равалпінді | Клімат Равалпінді | Клімат Равалпінді | Клімат Равалпінді | Клімат Равалпінді | Клімат Равалпінді | Клімат Равалпінді | Клімат Равалпінді | Клімат Равалпінді |
| Показник                | Січ.              | Лют.              | Бер.              | Квіт.             | Трав.             | Черв.             | Лип.              | Серп.             | Вер.              | Жовт.             | Лист.             | Груд.             | Рік               |
| Абсолютний максимум, °C | 26                | 29                | 35                | 41                | 45                | 47                | 47                | 43                | 42                | 37                | 33                | 27                | 47                |
| Середній максимум, °C   | 16                | 18                | 23                | 30                | 36                | 40                | 36                | 34                | 33                | 31                | 25                | 19                | 28                |
| Середня температура, °C | 9                 | 11                | 16                | 22                | 28                | 32                | 30                | 29                | 26                | 22                | 15                | 11                | 21                |
| Середній мінімум, °C    | 3                 | 5                 | 10                | 15                | 20                | 24                | 25                | 24                | 20                | 13                | 6                 | 3                 | 14                |
| Абсолютний мінімум, °C  | −3                | −2                | 1                 | 5                 | 6                 | 15                | 17                | 17                | 11                | 5                 | 0                 | −2                | −3                |
| Норма опадів, мм        | 60                | 60                | 60                | 40                | 30                | 50                | 200               | 230               | 90                | 10                | 0                 | 30                | 920               |
| Днів з опадами          | 7                 | 7                 | 10                | 8                 | 7                 | 7                 | 13                | 14                | 7                 | 3                 | 3                 | 5                 | 91                |
| Вологість повітря, %    | 65                | 66                | 53                | 40                | 26                | 34                | 58                | 64                | 50                | 44                | 48                | 59                | 51                |
| ----------------------- | ----------------- | ----------------- | ----------------- | ----------------- | ----------------- | ----------------- | ----------------- | ----------------- | ----------------- | ----------------- | ----------------- | ----------------- | ----------------- |
| Джерело: Weatherbase    |                   |                   |                   |                   |                   |                   |                   |                   |                   |                   |                   |                   |                   |

## Уродженці
- Джон Саттон (1908—1963) — американський актор англійського походження
- Віна Малік (* 1984) — пакистанська модель, акторка і телеведуча.